# 西本はるか
西本 はるか（にしもと はるか、1978年4月21日 - ）は、日本の元女優、元タレント、元グラビアアイドルで、お笑いコンビ「パイレーツ」の元メンバー。東京都西多摩郡日の出町出身。未婚。現在は女性向けブランドであるオンラインショップ Carinaを経営。

## 来歴・人物
1989年、女優を目指し劇団東俳に入団。
1992年、第6回全日本国民的美少女コンテスト本選出場（グランプリは佐藤藍子）。
1997年4月、事務所の社長の命令により浅田好未と、グラビアアイドルとお笑い芸人の折衷型のタレント、パイレーツを結成。「だっちゅーの」でセクシーポーズを決める。その他、「ムギュ」「乳離れ」「乳帰る」「だっちゅーの光線」「練乳ビーム、ピュッピュッピュッ」「ボニョニョ〜ン」「お疲れ山」など、（胸に関するもののみではあるが）多数の持ちギャグがあった。お笑い番組『ボキャブラ天国』（フジテレビ系列）で、ブレイク。「だっちゅーの」は1998年には同年度の新語・流行語大賞を受賞する。なお、本人はお笑いをやりたい気持ちは「1ミリも無かった」と話している。また「だっちゅーの」ポーズばかりやっているうちに腰を痛めたこともあるという。
2001年9月に「自分がやりたいことと違う」という思いが消えなかったことと、この人気はずっと続かないという危機感もあったこと、そして女優を目指すという理由でパイレーツを脱退、パイレーツは解散。以後舞台、グラビアなどで活動する。
2006年公開の映画『闇の中』でベッドシーンをこなし、今まで胸の谷間までしか見せなかったが、ヌードとなる。
2008年9月28日放送のタモリのボキャブラ天国 大復活祭スペシャルにて浅田とパイレーツを限定復活した。
2012年6月、アダルトイメージビデオ「Don’t You Know?」をDMM動画（現：FANZA動画）にて独占配信。
2012年8月、MUTEKIにて、アダルトイメージビデオ「Don't you know?」をリリース。
2018年、実業家の男性と交際していることを公表した。
趣味はスノーボード、カラオケ、ショッピング、ビリヤード。特技は書道。フルーツ&ベジタブルジュニアマイスター。JYIA日本ヨガインストラクター1級取得。
パイレーツ解散後は芸能以外にも、会員制のバー、マッサージ店の受け付け、輸入家具のネット販売、遺品整理などの仕事を経験。40歳を過ぎてからは歯科助手としても勤務している。

## 出演

### バラエティ
- 〜明日も絶対〜パチるん?・群馬版（2005年10月? - 2008年6月、群馬テレビ、パチ・スロ サイトセブンTV）
- スロットハンター・愛知版（テレビ愛知）
- グラビアの美少女（MONDO21）
- 神さまぁ〜ず（TBS）
- くだまき八兵衛（2010年10月28日、テレビ東京） - 山田まりや、大原かおり、後藤理沙らとゲスト。
- おとなの子守唄（2013年6月8日、サンテレビ）

### テレビドラマ
- 新キッズ・ウォー2　（2005年、TBS系）
- こどもの事情　（2007年、TBS系）
- エリートヤンキー三郎 第6話（2007年）
- 金曜プレステージ「外科医 鳩村周五郎・闇のカルテIII」（2007年、フジテレビ） - 早川 絵美 役
- 土曜ワイド劇場/ 温泉 (秘) 大作戦4（2007年、テレビ朝日） - 島田 和代役
- 水曜ミステリー9「森村誠一サスペンス 刑事の証明・警視庁捜査一課殺人班」（2008年、テレビ東京） - 間宮由佳 役

### 映画
- ほんとうにあった怖い話 怨霊（2004年）
- 闇の中（2006年、石川均監督） - 主演・麗 役
- 日掛け金融地獄伝 こまねずみ常次朗』 / 『～悪徳金融死すべし～』（2006年、鈴木浩介監督、アートポート配給） - マリリン 役
- SとM 劇場版（2010年、仰木豊監督） - 戸田佐和子 役
- 農家の嫁 あなたに逢いたくて（2014年、榎本敏郎監督、アルゴ・ピクチャーズ配給）

### Vシネマ
- 横浜暗黒街 華炎（2008年4月） - サナエ 役
- 横浜暗黒街 侠華（2008年6月） - サナエ 役

### インターネット番組
- コイカツ 恋愛ノウハウトークライブvol.2（マシェリバラエティ マシェバラ 2010年7月30日）

## 作品

### イメージビデオ
- RENEW 西本はるか（2003年7月、バウハウス）
- 誘惑天使（2004年12月、徳間ジャパンコミュニケーションズ）
- 西本はるかの流されて…（2005年3月、ビーエムドットスリー）
- 西本はるか The Multiple Character in L.A. （2006年7月、エイベックス・マーケティング・コミュニケーションズ）
- 女郎月（2009年4月7日、アタッカーズ） 共演：もちづきる美、大竹一重、納見佳容、かすみ果穂
- バック・トゥ・ザ・ウーマン・オブ・パイレーツ（2009年9月、メディアブランド）
- Aqua（2010年1月、イーネット・フロンティア）
- ハルカなる冒険〜One Pirates〜 （2010年4月、ATTACK ZONE）
- 西本はるか in「忘れられない、あの夏」（2010年10月、日本メディアサプライ）

### アダルトビデオ
- Don't you know?（2012年06月、DMMオリジナル）※ネット配信限定
- Don't you know?（2012年8月1日、MUTEKI）

### 写真集
- RE×BORN（2003年7月、バウハウス、撮影：西条彰仁）ISBN 4894619474
- Ange(2004年12月、双葉社、撮影：小塚毅之）ISBN 4575297666
- Border Line（2006年6月30日、リイド社、撮影：高橋生建）ISBN 484583300X
- Shape（2012年5月26日、講談社、撮影：西田幸樹）ISBN 978-4063528343